# 100정의 라이플
《100정의 라이플》(100 Rifles)는 미국에서 제작된 톰 그리스 감독의 1969년 모험, 전쟁, 서부 영화이다. 짐 브라운 등이 주연으로 출연하였다.

## 출연

### 주연
- 짐 브라운
- 라켈 웰치

### 조연
- 버트 레이놀즈
- 페르난도 라마스
- 댄 오헐리히
- 에릭 브래든
- 마이클 포레스트
- 알도 샘브렐
- 솔레다드 미란다
- 알베르토 달베스
- 찰리 브라보
- 조시 마누엘 마틴

## 기타
- 원작자: 로버트 맥로드
- 미술: 길 패론도
- 의상: 오스카 로드리게즈